# Al-Abrak
Al-Abrak (arab. الأبرق, Al-Abraq) – miasto we wschodniej Libii, w gminie Darna, ok. 23 km od miasta Al-Bajda. W 2006 roku liczyło ok. 9 tys. mieszkańców. W pobliżu miejscowości znajduje się lotnisko Al-Abrak.